# Plaza de Curros Enríquez
La plaza de Curros Enríquez es una plaza de origen medieval situada en pleno centro histórico la ciudad española de Pontevedra, en el camino de peregrinación portugués.

## Origen del nombre
La plaza lleva el nombre del poeta gallego del siglo XIX Manuel Curros Enríquez, uno de los escritores del Rexurdimento.

## Historia
La plaza surgió en la Edad Media como un espacio situado en la confluencia de las calles Don Gonzalo (la calle con el nombre más antiguo de la ciudad, pues ya ostentaba este nombre en el siglo XVI), Hospital (actual calle Real), Alfayates (actual calle Manuel Quiroga) y Soportales. Las primeras referencias escritas de la existencia de esta plaza datan de 1399.
En 1439, la rica dama pontevedresa Teresa Pérez Fiota donó en su testamento sus bienes para la fundación de un hospital de pobres llamado "Cuerpo de Dios" (luego Corpus Christi y San Juan de Dios a partir de 1597), ubicado en esta plaza, que permaneció bajo el cuidado de los frailes de San Juan de Dios hasta el siglo XIX.
Debido a este hecho, la plaza pasó a ser conocida a principios de la Edad Moderna como Plaza del Hospital y posteriormente como Plaza de la Platería Nova. A partir del siglo XVIII fue conocida como Plaza de San Román en su lado más próximo al actual edificio Olmedo, ya que la fachada principal del majestuoso pazo de los Condes de San Román (hoy desaparecido) daba a esta plaza. El pazo fue demolido en la década de 1860.
Desde finales del siglo XIX, la plaza ha tenido una función eminentemente comercial. En 1886, Almacenes Olmedo, un gran comercio textil, abrió sus puertas en el conocido como Edificio Olmedo.
En 1887 se colocó en la plaza una fuente de hierro fundido diseñada en Francia.
El estado de deterioro del Hospital de San Juan de Dios llevó a su demolición en 1896, cuando se construyó un nuevo hospital, el Hospital Provincial de Pontevedra. Tras la demolición del hospital, el empresario Saturnino Varela compró los terrenos en 1897 y levantó un nuevo edificio de estilo ecléctico y afrancesado, el Edificio Varela, en cuya planta baja abrió la ferretería Varela, que permaneció allí hasta 1989. La plaza pasó a ser conocida popularmente como Plaza de Saturno. El nombre fue adoptado por la población en referencia al propietario de la ferretería.
En 1908, año de su muerte, la plaza fue rebautizada con el nombre de Curros Enríquez.
En 1924 se instaló en la plaza uno de los establecimientos más emblemáticos de Pontevedra, la Droguería Moderna. Su propietario poseía las autorizaciones exigidas para la venta de los productos químicos que allí se vendían. En noviembre de 1958 se abrió al público la cadena de tiendas Peral Moda.
En diciembre de 1986 se instaló en la plaza un monumento a Alexandre Bóveda, promovido por el Partido Galleguista y sufragado por los ciudadanos.
El 22 de marzo de 1989 cerró sus puertas el centenario comercio textil Almacenes Olmedo.
El 18 de diciembre de 1998, el Casino Mercantil e Industrial de Pontevedra se trasladó al Edificio Varela, que la sociedad había adquirido en abril de ese mismo año.
En 2001 la plaza se peatonalizó por completo. En marzo de 2017, la Droguería Moderna cerró sus puertas, al igual que Peral Moda en diciembre de 2018.

## Descripción
Es una plaza triangular muy irregular, peatonal como el resto del centro histórico. Por la plaza pasa el camino de peregrinación portugués, que va de la calle Soportales a la calle Real.
La plaza es un espacio abierto empedrado. Está dominada principalmente por el edificio Varela. Frente a este edificio hay un espacio central triangular delimitado por pequeños escalones en el que hay bancos y la escultura de Alexandre Bóveda. El monumento a Alexandre Bóveda, fundador del Partido Galleguista en 1931, fue realizado por el escultor Alfonso Vilar Lamelas en 1986. Consta de un busto de bronce de Alexandre Bóveda y un pedestal de granito gris sobre el que se superponen y esculpen en bronce las insignias y siglas del  Partido Galleguista.
Frente al edificio Olmedo hay una fuente de hierro fundido de 1887 de diseño francés, decorada con flores y conchas, cuatro faunos con caños en la boca y en la parte superior un jarrón con asas y tapa.
La plaza tiene a lo largo de su lado oeste ocho bancos de piedra recubiertos de madera en su parte superior y ocho naranjos.

## Edificios destacados
En el lado norte de la plaza se encuentra el Edificio Varela, proyectado en 1897. Es un edificio de tres pisos y buhardilla que destaca por la influencia de la arquitectura francesa en su cubierta en mansarda. El edificio se inspira en las mansardas parisinas del siglo XIX en zinc gris, lo que permite aumentar el espacio habitable y adaptarse a la pendiente de los tejados. Destaca la decoración de los marcos de las ventanas de la mansarda y el almohadillado continuo de las fachadas, así como la simetría de las múltiples puertas balconeras. Las ventanas de tipo mansarda aligeran la fisionomía del edificio que sigue el modelo de los hôtel particulier franceses.
Al sur de la plaza se encuentra el Edificio Olmedo, construido en 1886. A principios del siglo XX se reformó su fachada para uso comercial en las dos primeras plantas y se añadió una planta más. El edificio tiene en la actualidad planta baja y tres pisos. Está construido íntegramente en sillería y cuenta con grandes escaparates en las dos plantas inferiores y balcones con ventanas y puertas en las superiores.
En el lado sur, la plaza está delimitada por casas de los siglos XVIII y XIX con soportales.

## Galería de imágenes

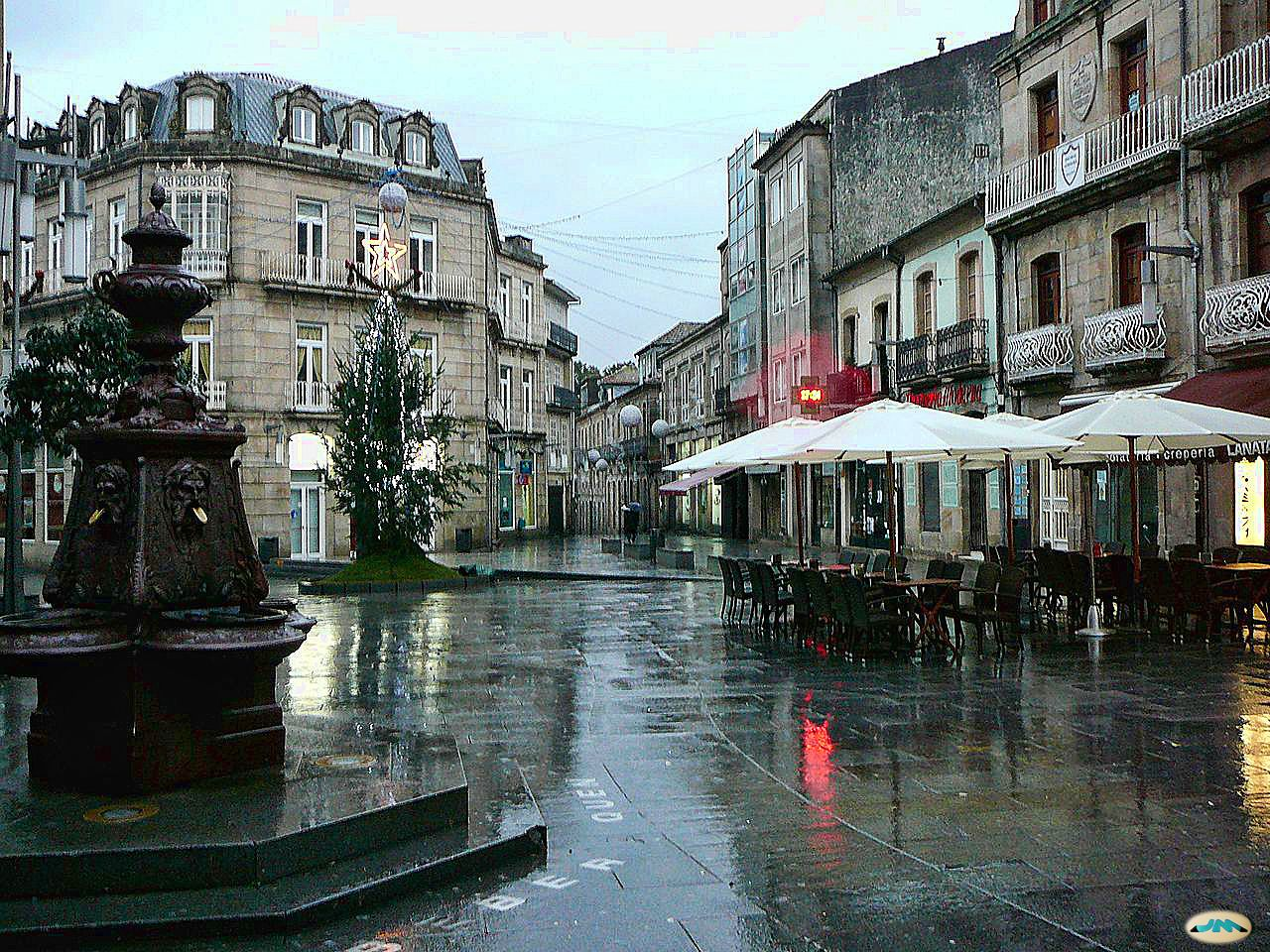
La plaza en invierno
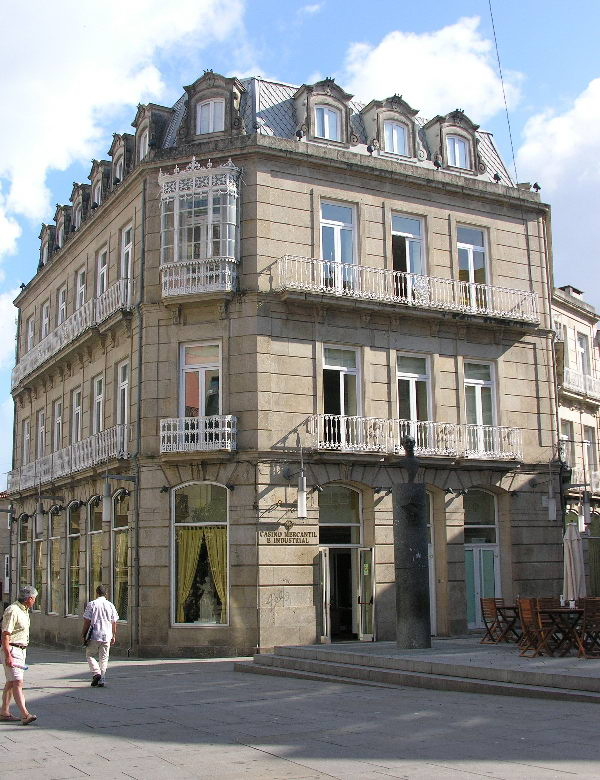
Edificio Varela con tejado francés o mansarda
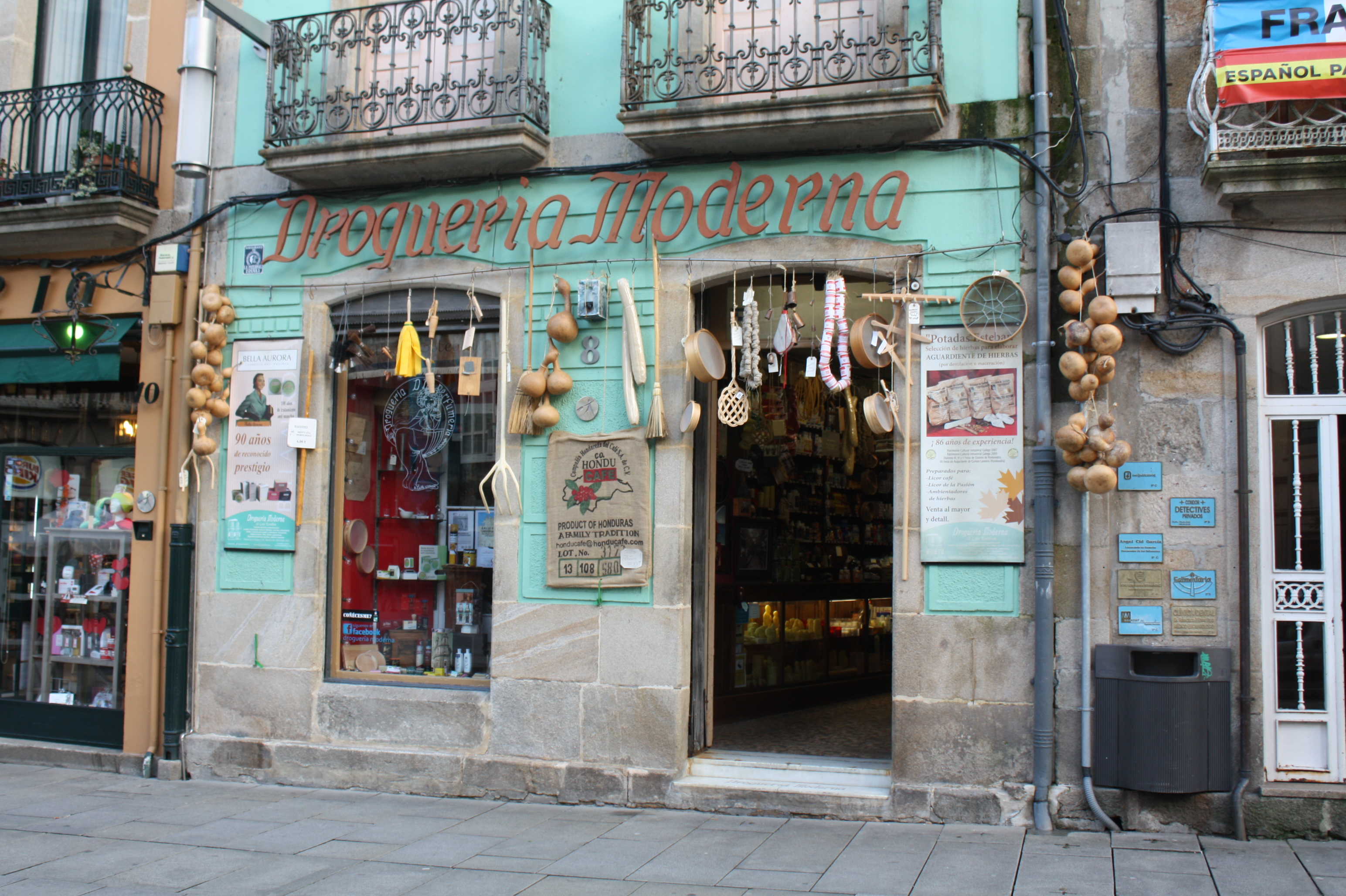
Antigua Droguería Moderna
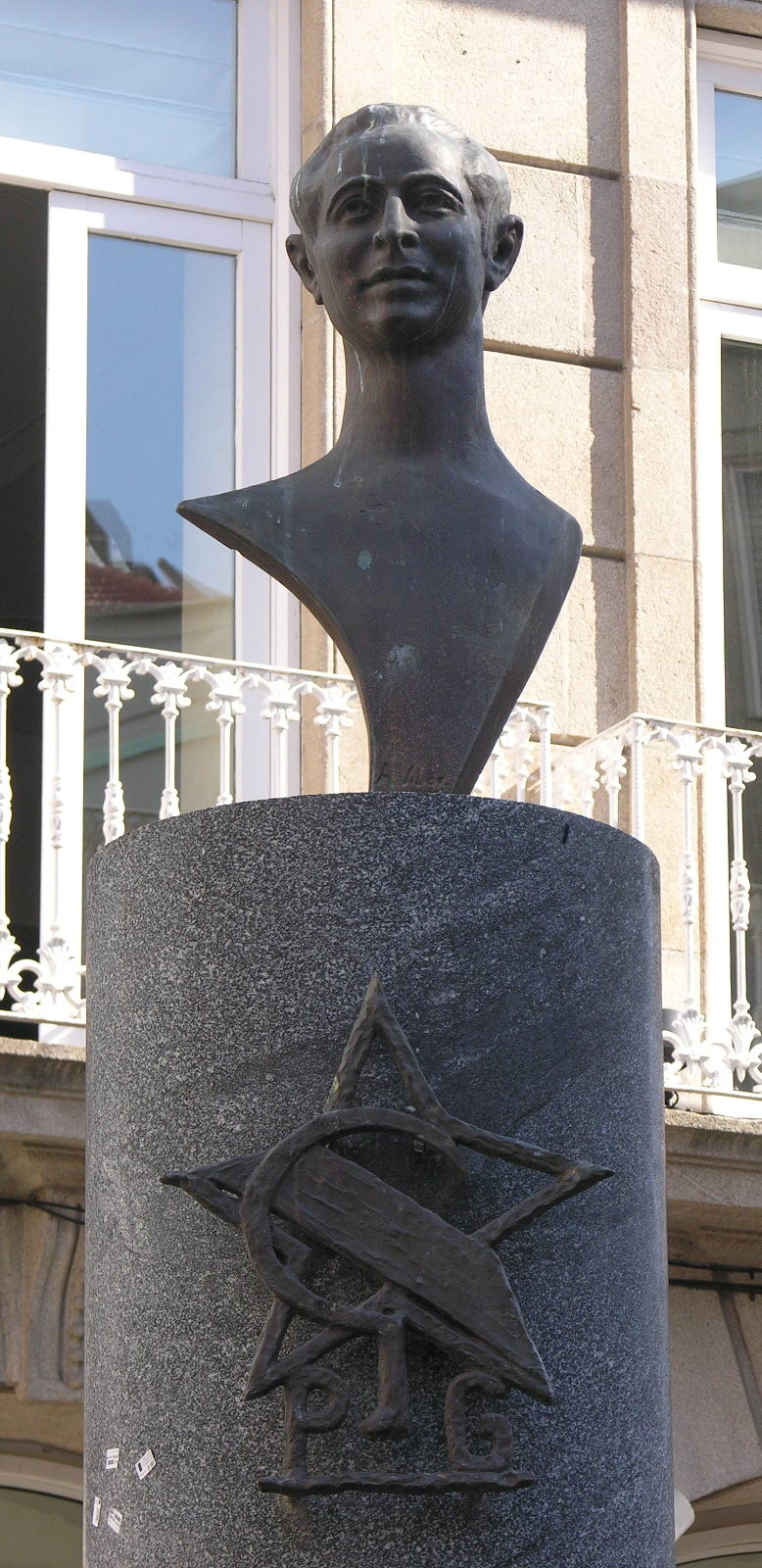
Monumento a Alexandre Bóveda
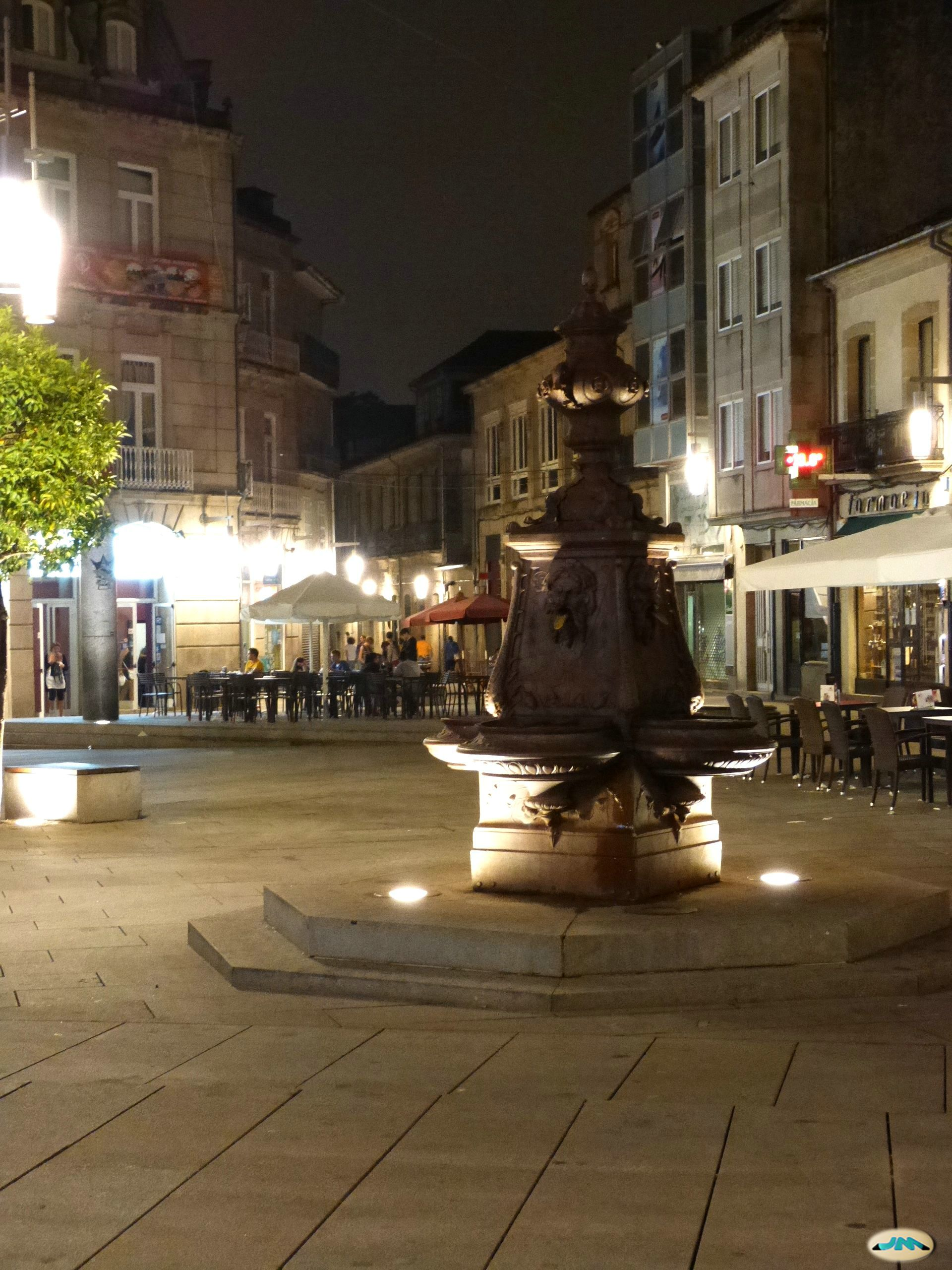
Fuente de hierro fundido del siglo XIX
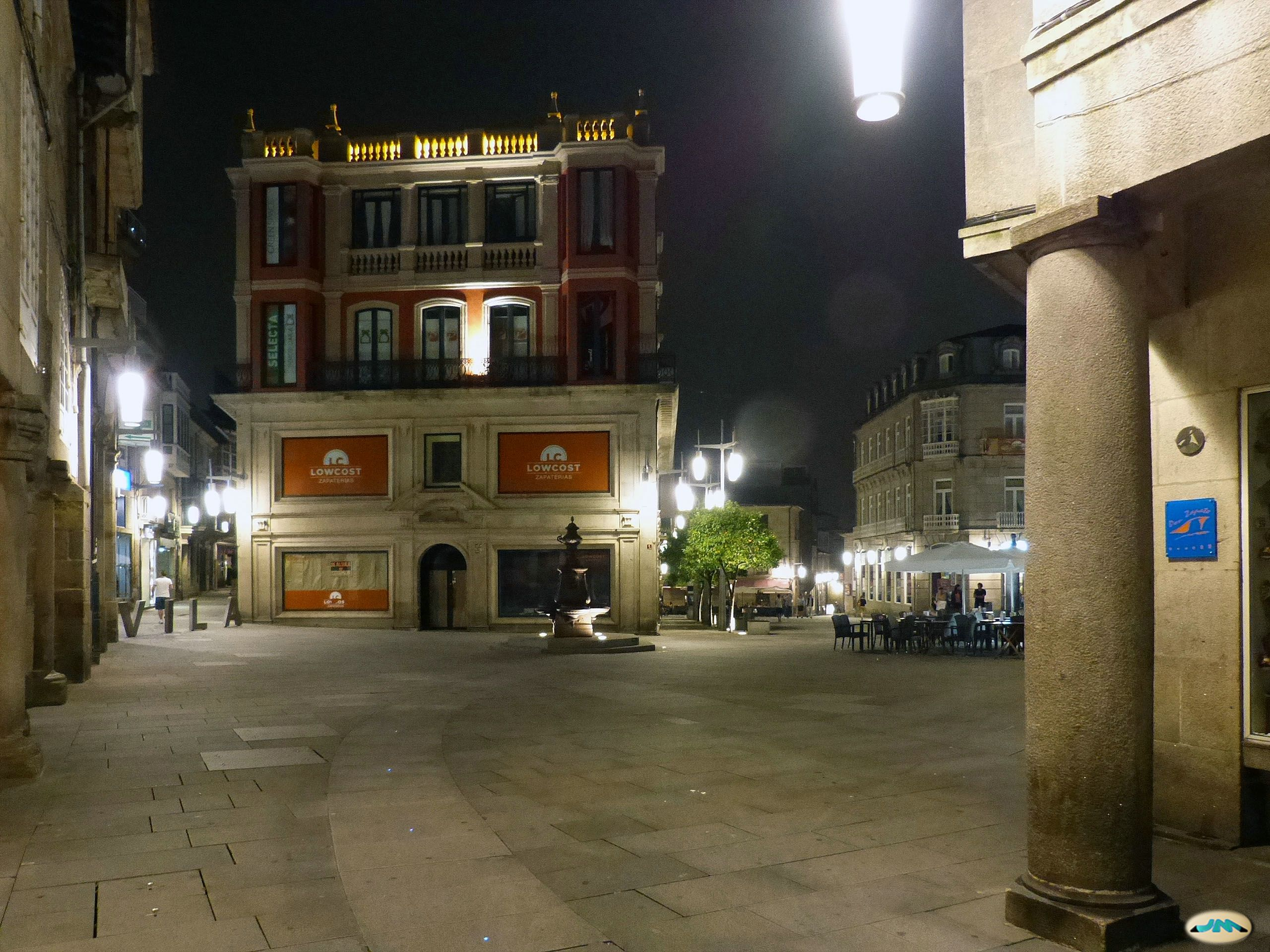
Edificio Olmedo en segundo plano
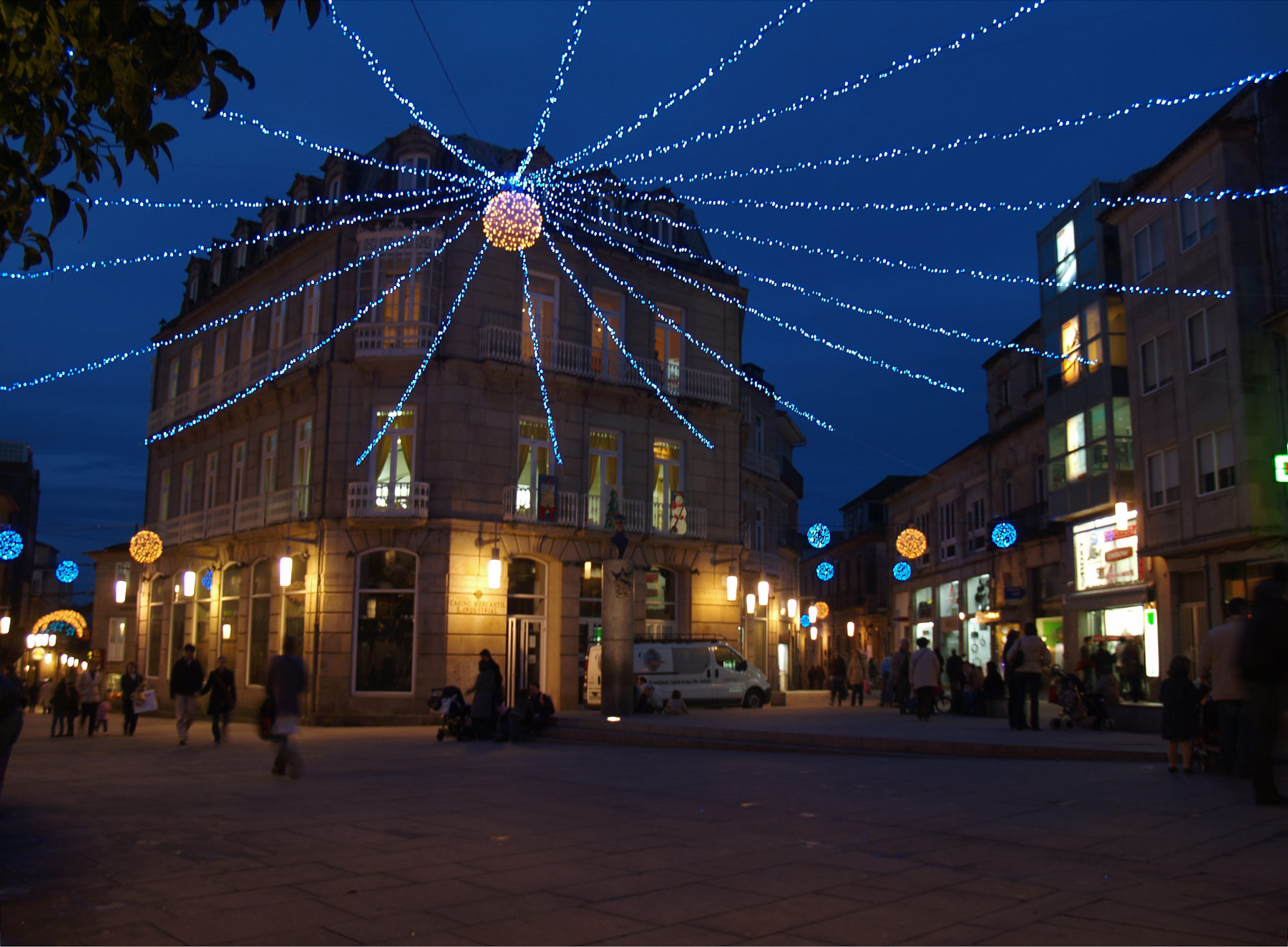
La plaza de noche
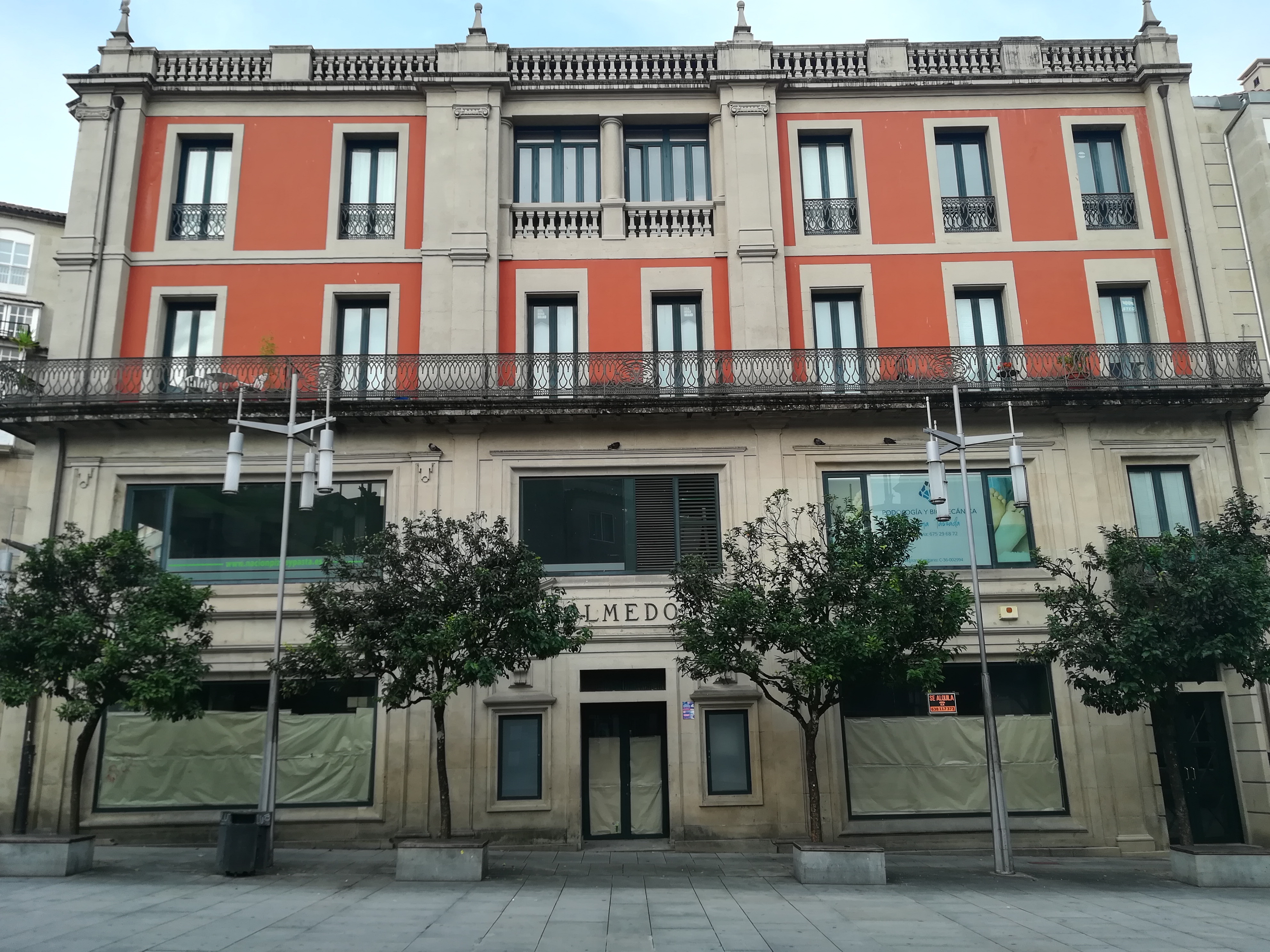
Edificio Olmedo